# Edfu Facula
L'Edfu Facula è una struttura geologica della superficie di Ganimede.